# Thanks for the Memory: The Great American Songbook 4
Thanks for the Memory: The Great American Songbook 4 è il ventitreesimo album di Rod Stewart, pubblicato nel 2005 dalla J Records.
È il quarto di una serie di album che raccolgono alcuni classici del pop interpretati da Stewart. Contiene duetti con Diana Ross, Chaka Khan e Elton John, e ospiti come Roy Hargrove, Dave Koz e George Benson.
La versione per il mercato giapponese include una bonus track.

## Tracce
1. I've Got a Crush on You (George Gershwin, Ira Gershwin) - 3:08 (con Diana Ross)
2. I Wish You Love (Léo Chauliac, Charles Trenet, Albert Beach) - 3:36
3. You Send Me (Sam Cooke) - 2:49 (con Chaka Khan)
4. Long Ago (and Far Away) (Jerome Kern, I. Gershwin) - 3:27
5. Makin' Whoopee (Walter Donaldson, Gus Khan) - 3:11 (con Elton John)
6. My One and Only Love (Guy Wood, Robert Mellin) - 3:10 (con Roy Hargrove)
7. Taking a Chance on Love (Vernon Duke, John Latouche, Ted Fetter) - 2:43
8. My Funny Valentine (Richard Rodgers, Lorenz Hart) - 3:09
9. I've Got My Love to Keep Me Warm (Irving Berlin) - 3:50
10. Nevertheless (I'm in Love with You) (Harry Ruby, Bert Kalmar) - 3:25 (con Dave Koz)
11. Blue Skies (Berlin) - 3:38
12. Let's Fall in Love (Harold Arlen, Ted Koehler) - 3:15 (con George Benson)
13. Thanks for the Memory (Leo Robin, Ralph Rainger) - 3:44

Bonus track per il Giappone
1. Cheek to Cheek (Berlin)